# オンガク開放区
オンガク開放区（おんがくかいほうく）は2011年4月9日から2017年3月25日まで、毎週土曜22:00～22:30にテレビ神奈川(tvk)で放送されていた音楽番組。
正式なタイトルは2014年3月29日までは司会者冠のない『オンガク開放区』、同年4月5日から2015年3月28日までは『キマグレンのオンガク開放区』（きまぐれんの - ）、同年4月4日から最終回までは『吉田山田のオンガク開放区』（よしだやまだの - ）である。

## 概要
- 「オンガクのDNA」（月曜夜 75分→60分→55分）の放送曜日・放送枠を変更し、土曜夜の30分番組に変更された。また、「Music Chat」以来の公開トーク番組になった。
- 題名はテレビ神奈川のキャッチフレーズ「ヨコハマ開放区」にちなんでいる。
- 前番組「オンガクのDNA」に引き続きLIONのメイン提供である。
- 2014年春改編でレギュラー出演者を入れ替え、タイトルを『キマグレンのオンガク開放区』として、MCがキマグレン、レギュラー出演者に武井壮を迎えリニューアルした[1]。
- 2015年より、タイトルを『吉田山田のオンガク開放区』として、キマグレンに代わり吉田山田がMCとなる[2]。武井壮は引き続き出演。
- 2017年3月25日を以って通算6年の歴史に幕を閉じた。吉田山田は後番組『吉田山田のドレミファイル♪』でも引き続きMCを務める[3]。

## 番組MC
- 松本素生（GOING UNDER GROUND ボーカル・ギター、2011 - 2013年度）
- FaBiAnA（ファビアナ[4] 2011年度）
- 杉山菜摘（松竹芸能所属。2012年度）
- 木本夕貴（元SDN48。2013年度）
- キマグレン（2014年度）
- 吉田山田（2015 - 2016年度）

## コーナー担当
- 武井壮（2014 - 2016年度）